# 卡塞塔投降协定

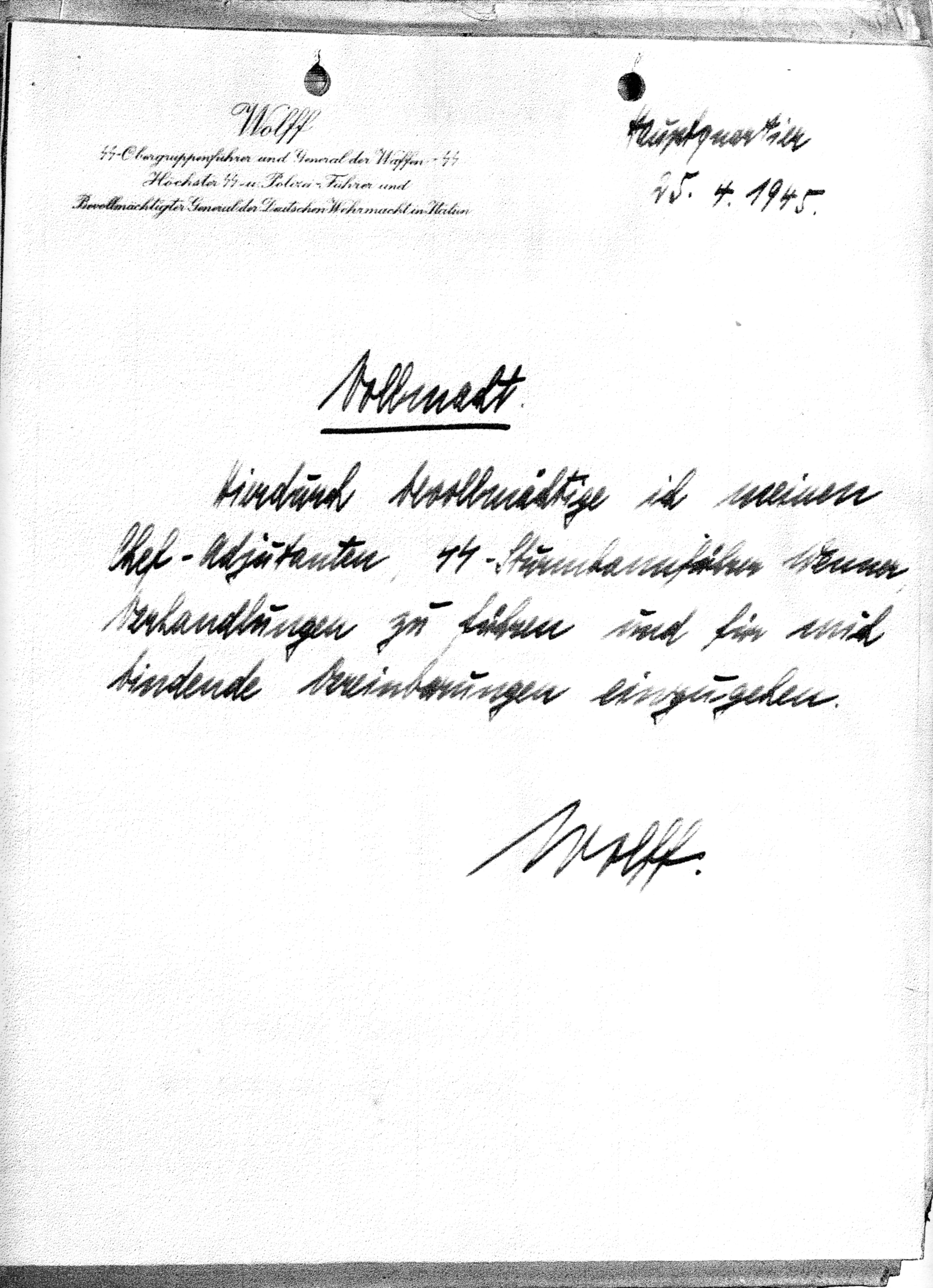
卡塞塔投降协定

卡塞塔投降协定（意大利語：Resa di Caserta）签订于1945年4月29日，是意大利境内的德國國防軍和意大利社会共和国军队的正式投降文件，协定签署后，第二次世界大战義大利戰役的战事告终。